# 唐眜
唐 眜（とう ばつ、? - 紀元前301年）は、中国戦国時代の楚の将軍または天文学者。唐蔑または唐明とも書かれている。

## 経歴

### 垂沙の戦い
懐王28年（紀元前301年）、斉・魏・韓・秦の4カ国が連衡して、楚に攻め込み垂沙（現在の河南省南陽市唐河県）の戦いが勃発した。この時、楚の指揮官を務めたのが唐眜だった。
斉は匡章、魏は公孫喜、韓は暴鳶、秦は庶長の奐を派遣し、軍を唐眜の籠る楚の方城（現在の河南省平頂山市葉県）へ向かわせた。斉・韓・魏の連合軍と、唐眜率いる楚軍は沘水を挟んで対陣した。この対陣は6カ月に及んで戦線が膠着し、斉の宣王は督戦の使者として周最を匡章の元に遣わし直ぐに渡河して戦う様に促した。匡章は戦機が熟すのを待っていたが、渡河しようにも河の深さが分からず、家来を出して河の深さを測らせ様にも、楚軍が弓を射って来て誰も河辺に近寄る事が出来なかった。
しかし、匡章はある時一人の木こりから楚軍の配置を聞き出し、それにより楚軍の兵士が多い部分は河の深さが浅い場所、楚軍の兵士が少ない場所は河の深さが深い場所である事を見抜き、精鋭を選ぶと夜が訪れるのを待って楚軍の兵士が多い場所から攻撃を仕掛けた。半年の対陣で楚軍はすっかり気が緩んでしまっており、連合軍の渡河を許してしまい、数千人が討ち取られた上に唐眜も戦死してしまった。